# José Bénazéraf
José Benazeraf (Casablanca, 8 de gener de 1922 –Chiclana de la Frontera 1 de desembre de 2012) va ser un director, guionista, actor i productor cinematogràfic de nacionalitat francesa.
Cineasta independent, va produir gairebé totes les seves pel·lícules. Fins i tot va arribar a distribuir-les ell mateix, bé col·laborant directament amb Henri Boublil, propietari de nombrosos cinemes, entre ells el Midi-Minuit i Le Méry, a París, o bé llogant locals de prestigi per a dur a terme les projeccions.
Nascut en Casablanca, el Marroc, a principis dels anys 1940 va estudiar al Centre d'estudis polítics i administratius de la universitat d'Alger. En 1945 va fracassar en el Institut d'Estudis Polítics de París. No obstant això, i gràcies al comerç de matèries primeres, es va enriquir. En 1957, de pas per París per a adquirir cotó per a les teles que venia a Àfrica, el va comprar els drets d'ús cinematogràfic de l'obra Lavandières du Portugal, que va adaptar aquest mateix any, sense cap experiència prèvia en el mitjà. Les Lavandières du Portugal va ser dirigit per Pierre Gaspard-Huit, encara que el film hauria d'haver-lo dirigit Dimitri Kirsanoff, gran cineasta del cinema mut, que va morir al despatx de Benazeraf. La cinta va ser un èxit.
Uns anys més tard va col·laborar amb el productor Georges de Beauregard, coincidint amb cineastes de la Nouvelle Vague com Claude Chabrol, Paul Gégauff, Jacques Demy, Jean-Luc Godard, Philippe de Broca, etc. Bénazéraf va fer una petita actuació a À bout de souffle, de Jean-Luc Godard, rodant una escena amb Jean-Paul Belmondo.
José Benazeraf va passar a la direcció en 1962, després d'haver produït a Yves Allégret, així com l'últim film de Edmond T. Gréville. Amb el pas del temps, les seves pel·lícules es van anar fent més i més explícites, fins a un moment en què va rodar films deliberadament pornogràfics (a partir de mitjans dels anys 1970). Va utilitzar també històries sobre nazisploitation per donar suport als seus títols pornogràfics, com va ser el cas de Bordel SS (1978).
Director iconoclasta, va realitzar els seus films a una gran velocitat, barrejant sovint l'erotisme amb la política, la qual cosa li va valer la intervenció de la censura. No obstant això, va rebre l'homenatge de cineastes com Henri Langlois i Dominique Païni, membres de la Cinémathèque française.
José Bénazéraf va morir a Chiclana de la Frontera, Espanya, el 2012.

## Filmografia

### Director
- 1961: Le Quatrième Sexe
- 1962: L'Éternité pour nous
- 1963: Le Concerto de la peur, amb Jean-Pierre Kalfon, Régine Rumen, Yvonne Monlaur, Michel Lemoine, Hans Verner i Sylvie Bréal.
- 1963: 24 heures d'un Américain, amb Dick Randall, Poupée la Rose, Jessica Rubicon i Dodo' D'Amburg.
- 1963: Cover Girls, amb Maria Grazia Buccella, Claudio Gora, Tex Williams, Heidi Balzer i Giorgia Moll.
- 1964: L'Enfer dans la peau, amb Michel Lemoine.
- 1965: L'Enfer sur la plage.
- 1966: Model International.
- 1966: Joë Caligula, amb Gérard Blain, Jeanne Valérie, Junie Astor, Ginette Leclerc i Maria Vincent.
- 1967: Les Premières lueurs de l'aube.
- 1967: Flesh and Fantasy
- 1968: Un épais manteau de sang, amb Paul Guers, Valérie Lagrange, Hans Meyer i Kacia Bartel.
- 1969: Bacchanales 69
- 1969: Le Désirable et le Sublime.
- 1970: Triangle, amb Hans Meyer.
- 1971: Frustration
- 1972: Racism
- 1972: The French Love
- 1973: Bacchanales 73
- 1973: Le Sexe nu, amb Alain Tissier.
- 1973: Black Love, amb Alphonse Beni i Alain Tissier.
- 1973: Adolescenza perversa, amb Malisa Longo, Femi Benussi, Half Hervé i Véronique Col.
- 1974: Orgies et voluptés
- 1974: Le Bordel, 1re époque: 1900
- 1974: Une garce en chaleur
- 1974: Les Lesbiennes
- 1974: Les Incestueuses
- 1974: La Soubrette
- 1975: La Veuve lubrique
- 1975: Les Deux gouines, amb Michèle Perello i Béatrice Harnois.
- 1975: Séquences interdites
- 1975: Les Incestueuses, amb Michèle Perello.
- 1975: Sex Porno
- 1975: La Planque 2
- 1975: J.B.1
- 1976: Un dîner très spécial
- 1977: La Bonne auberge
- 1977: Miss Aubépine
- 1977: Freudenhaus ou Bordel SS
- 1978: Ouvre-toi
- 1978: Grimpe-moi dessus... et fais-moi mal
- 1978: Anna cuisses entrouvertes
- 1978: Baisez-moi partout
- 1979: Nicole par dessus, par dessous
- 1979: Je te suce, tu me suces, il nous...
- 1979: Hurlements d'extase
- 1980: Amours d'adolescentes pubères.
- 1980: Les Contes galants de Jean de La Fontaine.
- 1981: Brantôme 81: Vie de dames galantes
- 1982: Patricia, Valéria, Anna et les autres.
- 1985: Saint-Tropez interdit
- 1986: Cynthia's Diary
- 1986: Anatomie d'un meurtre

#### Produccions en vídeo
La major part dels films van ser rodats en 24 hores. Alguns es van estrenar en sales, sobretot a la Amsterdam-Saint-Lazare, el cinema de Georges Combret. Les altres van passar directament al VHS. Llista no exhaustiva.
- 1982: Petites filles en folie.
- 1982: Les Filles de leur mère.
- 1982: Eva la grande suceuse.
- 1982: La Madone des pipes.
- 1983: Irma la masseuse.
- 1983: La star sodomisée.
- 1983: L'Éveil porno d'une star.
- 1983: Le Majordome est bien monté.
- 1983: Rita la vicieuse.
- 1983: Gilda la ravageuse.
- 1983: La Corrida charnelle.
- 1983: L'Espionne s'envoie en l'air.
- 1983: Le Viol à bicyclette.
- 1983: Je mouille aussi par derrière.
- 1983: L'Antiquaire a la chatte trempée.
- 1983: Je te suce, tu me suces ou la vie d'un bordel de province.
- 1983: Le Désordre et le foutre.
- 1983: Petits culs à enfiler.
- 1983: Orgies révolutionnaires.
- 1983: Sexologues en chaleur.
- 1983: Le Port aux putes.
- 1983: Ingrid, putain de Hambourg.
- 1983: Le Cul des mille plaisirs.
- 1983: Furia porno.
- 1983: Le Yacht des partouzes.
- 1983: L"Amant de Lady Winter.
- 1983: Lady Winter, perversités à l'anglaise.
- 1983: Lady Winter et la C.I.A.
- 1983: Olynka, grande prêtresse de l'amour.
- 1983: Les Partouzes de Lady Winter.
- 1983: Les Confidences pornos de lady Winter.
- 1983: Les Obsessions sexuelles de lady Winter.
- 1984: La Veuve lubrique 2
- 1984: Le Cul d'Isabelle
- 1986: Triple pénétration
- 1986: Sex Resort
- 1986: Passionate Pupils
- 1986: Naughty French Fantasies
- 1986: Hot Patutti
- 1986: Fantasies of a Married Woman
- 1986: Bedside Manor
- 1987: Spanish Fly
- 1997: Contes de la folie ordinaire
- 1997: Montage JB
- 1998: Acteurs porno en analyse
- 1999: Portrait regards de Zarah Whites

### Productor
- 1957: Les Lavandières du Portugal, de Pierre Gaspard-Huit.
- 1958: La Fille de Hambourg, d'Yves Allégret, amb Hildegard Knef i Daniel Gélin.
- 1961: Un Martien à Paris, de Jean-Daniel Daninos, amb Darry Cowl.
- 1960: Mourir d'amour, de Dany Fog, amb Nadia Gray, Elga Andersen, Bruno Cremer, Mireille Darc i Daniel Ceccaldi.
- 1960: La Fête espagnole, de Jean-Jacques Vierne, amb Daliah Lavi i Roland Lesaffre.
- 1961: Laurence, de Guy Saguez.
- 1962: L'Accident, de Edmond T. Gréville, amb Danik Patisson, Magali Noël, Roland Lesaffre i Georges Rivière.
- 1968: Les Enfants de Caïn, de René Jolivet, amb Hans Meyer, Nancy Holloway i Roland Lesaffre.
- 1974: Tous bas, de Noël Simsolo.